# Balangiga
Balangiga est une localité de la province du Samar oriental, aux Philippines. En 2015, elle compte 14 085 habitants.

## Histoire
Massacre de Balangiga lors de la guerre américano-philippine. En septembre 1901, 34 soldats américains sont tués lors d'une action de guérilla des résistants nationalistes près de Balangiga, sur l'île de Samar. Un mois plus tard, la ville est massacrée, brûlée et soumise au pillage (on vole même les cloches de Balangiga ,) dans une opération de représailles du général Jacob Hurd Smith (US Army) qui ordonne que Samar « soit transformé en un "désert hurlant" (a “howling wilderness") et que soient tués tous les Philippins mâles de plus de dix ans » (to kill everyone over ten ). Pour ce crime de guerre qui choque l'opinion américaine, il est jugé en cour martiale et mis à la retraite. Le massacre a fait plus de 2 500 tués.
Smith est également poursuivi en cour martiale en 1902 pour l'application de la torture par l'eau aux Philippins résistants .
Comme le relève l'historien militaire des États-Unis Brian McAllister Linn, ce massacre de "Samar jette un froid sur les exploits de l'armée, et pour des générations, est noté dans l'esprit public comme typique de la guerre des Philippines" (“Samar cast a pall on the army’s achievement and, for generations, has been associated in the public mind as typifying the Philippine War.”) .